# Межа (фільм, 1989)
«Межа» — радянський художній фільм 1989 року, знятий режисером Надією Рєпіною на кіностудії «Катарсіс».

## Сюжет
Пацієнти лікаря-реаніматора Михайлова — люди, які намагалися покінчити життя самогубством. У лікарні, де працює герой, часто буває молода журналістка-соціолог Вероніка. Наталя, дружина Михайлова, здогадується, що чоловік закоханий в іншу жінку. Вона ревнує і все більше відчуває свою самотність.

## У ролях
- Арніс Ліцитіс — Михайлов
- Ольга Сіріна — Наташа Михайлова
- Олена Фіногєєва — Вероніка
- Михайло Горєвой — Микола Петрович
- Тетяна Божок — Катерина Іванівна
- Володимир Лук'янов — роль другого плану
- Юрій Шерстньов — Палич, санітар
- Людмила Степченкова — Олена Бачуріна
- Ірина Азер — Світа, актриса, подруга Веронікі
- Наталія Бузильова — гадалка
- Юрій Волков — Петро Юхимович, головлікар
- Вадим Александров — лікар
- Олексій Старосєльський — роль другого плану
- Валентина Ігнатьєва — Тамара Михайлівна Глушакова
- Надія Матушкна — Галя
- Володимир Цвєтов — Володимир Якович
- Ірина Федорова — Ольга Степанівна
- Женя Сіріна — роль другого плану
- Станіслав Міхін — пацієнт
- В. Доронкин — роль другого плану
- Зінаїда Кулакова — роль другого плану
- Олександр Демиденко — роль другого плану
- Олександр Сажин — роль другого плану
- Ольга Кукіна — роль другого плану
- Т. Богомолова — роль другого плану
- Олена Покатилова — роль другого плану
- М. Сухарєва — роль другого плану
- Олександра Фомичова — роль другого плану
- А. Хохлов — роль другого плану
- Тамара Совчі — пацієнтка
- Тетяна Кузнецова — пацієнтка
- Юрій Злиднєв — роль другого плану
- Людмила Баранова — роль другого плану
- З. Богданова — роль другого плану
- Е. Коба — роль другого плану
- Л. Курамшена — роль другого плану
- А. Магенте — роль другого плану
- Тамара Кириллова — роль другого плану
- Є. Буйнич — роль другого плану
- М. Шишкалова — роль другого плану
- Ю. Остапенко — роль другого плану
- Наталія Бєлоус — роль другого плану
- Ірина Дітц — роль другого плану
- М. Андрушкевич — роль другого плану
- Володимир Пермяков — роль другого плану
- Ментай Утепбергенов — роль другого плану
- Дмитро Бузильов-Крецо — роль другого плану
- Віктор Махмутов — роль другого плану
- Алла Демиденко — працівниця фабрики

## Знімальна група
- Режисер — Надія Рєпіна
- Сценарист — Надія Рєпіна
- Оператор — Володимир Шевцик
- Композитор — Едуард Артем'єв